# 阿富汗—土库曼斯坦关系
当代的阿富汗和土库曼斯坦是大英帝国和俄罗斯帝国在中亚大博弈的产物。 
阿富汗大部分电力來自土库曼斯坦。截至2021年，阿富汗每年从土库曼斯坦进口超过3.2亿千瓦时的电力。
土库曼斯坦于2016年开通了通往阿富汗的铁路线，方便該國的燃料出口至阿富汗。 
2022年1月3日，阿富汗塔利班临时政府军队和土库曼斯坦军队在朱兹詹省哈马布区（Khamab）的边界线爆发了冲突。